# Acalolepta flavidosignata
Acalolepta flavidosignata är en skalbaggsart som först beskrevs av Aurivillius 1927.  Acalolepta flavidosignata ingår i släktet Acalolepta och familjen långhorningar.
Artens utbredningsområde är Filippinerna. Inga underarter finns listade i Catalogue of Life.